# Both Sides of the Sky
Both Sides of the Sky je kompilační album amerického hudebníka Jimiho Hendrixe. Vydáno bylo 9. března roku 2018 společností Legacy Recordings. Obsahuje celkem třináct písní, z toho deset dříve nevydaných. Všechny písně byly nahrány v rozmezí let 1968 a 1970. Nachází se zde například coververze písně „Woodstock“ od zpěvačky Joni Mitchell. Jako hosté v různých písních hráli například Stephen Stills, Johnny Winter a Lonnie Youngblood. Na desce se podíleli jak členové kapely The Jimi Hendrix Experience (baskytarista Noel Redding a bubeník Mitch Mitchell), tak i jeho pozdějšího uskupení Band of Gypsys (baskytarista Billy Cox a bubeník Buddy Miles).

## Seznam skladeb
1. Mannish Boy
2. Lover Man
3. Hear My Train a Comin’
4. Stepping Stone
5. $20 Fine
6. Power of Soul
7. Jungle
8. Things I Used to Do
9. Georgia Blues
10. Sweet Angel
11. Woodstock
12. Send My Love to Linda
13. Cherokee Mist